# Max Eiselen
Werner Willi Max Eiselen (1899-1977) était un anthropologue et linguiste sud-africain qui fut secrétaire aux Affaires indigènes puis secrétaire aux Affaires bantoues et au Développement au côté d'Hendrik Verwoerd alors ministre des affaires indigènes (1950-1958) puis Premier ministre (1958-1966). Auteur de nombreux ouvrages qui firent autorités dans les cercles nationalistes afrikaners et cofondateur du South African Bureau of Racial Affairs (SABRA), Werner Max Eiselen a largement inspiré et contribué à la politique de l'apartheid. 

## Biographie
Fils de missionnaires allemands originaires de Berlin, Werner Max Eiselen est né près de Botshabelo. Il passa son enfance et son adolescence parmi les Sothos du nord. 
Diplômé en phonétique et en anthropologie des universités de Hambourg et de Berlin, cet enseignant en langues et civilisations bantoues, parlant notamment le sotho du Nord, fonde en 1926 le département d'anthropologie sociale, d'ethnologie et des langues bantoues de l'université afrikaans de Stellenbosch où il développe la volkekundie ou science de l'ethnie, consacrée à la culture et l'organisation sociale des Africains. Avec Eiselen et ses condisciples, tels Pieter Coertzee, l'anthropologie afrikaner va se focaliser sur la culture, la tradition et l'ethnicité en opposition avec une école intellectuelle rivale, associée aux universités anglophones, qui étudiera l'Afrique du Sud comme une société unique, en transformation rapide. Cette opposition ne va cesser de s'accroitre pour atteindre son apogée durant la période de renforcement de l'apartheid, durant les années 1960 et 1970. 

### Un spécialiste de la science de l'ethnie (Volkekundige)
Disciple de Carl Meinhof, un linguiste allemand, fondateur de la grammaire comparée des langues africaines, et de Diedrich Westermann, un théologien allemand favorable aux cultures traditionnelles, influencé également par Bronislaw Malinowski, Eiselen rejette rapidement le racisme scientifique prédominant à cette époque mais justifie parallèlement, dans son ouvrage sur la question indigène publiée en 1929, la ségrégation raciale comme un moyen de maintenir et renforcer les identités ethniques et linguistiques des Africains. Après avoir étudié et analysé les effets acculturants de l'urbanisation et du travail migrant sur les structures traditionnelles africaines, Werner Max Eiselen rejette la politique du Ministère des Affaires Indigènes qui selon lui, à terme, ne peut que conduire à l'intégration des populations noires dans la culture occidentale et à la disparition de leurs particularismes culturels, ethniques et linguistiques. Rejetant la thèse de la société unique sud-africaine, défendue par l'école anglo-sud-africaine d'anthropologie, il appuie à l'inverse l'idée d'un séparatisme géographique, politique et économique, qui prendra plus tard le nom d'apartheid, convaincue que les Africains perdraient leur identité par une assimilation avec les blancs et que leur civilisation et génie propre serait ruiné. Cependant, au contraire de nombre de ses pairs sud-africains de l'époque, Eiselen ne considère pas que les civilisations bantoues soient statiques ou inférieures à celles de type européen mais qu'elles sont par contre sur le déclin, corrompues par leur interaction avec la société urbaine de type occidental. Considérant que l'intégration raciale ou ethnique ne peut que conduire à l'anarchie, Eiselen considère que les Africains doivent pouvoir se développer selon leur propre génie et en vertu de leurs propres impératifs culturels. Il fait ainsi de la culture (comprenant le critère linguistique) un des principaux marqueur entre les différents ethnies du pays. En 1934, il presse les pouvoirs publics de mettre en place un système permettant aux Africains menacés d'acculturation de préserver leurs traditions.
Durant ses activités académiques, Eiselen travaille avec de nombreux linguistes et ethnologues sud-africains de l'école afrikaans d'anthropologie mais aussi en interaction avec ceux de l'école opposée favorable à la société unique, y compris ceux de l'université de Fort Hare comme Zachariah Keodirelang Matthews, futur membre de la direction du congrès national africain. 
Proche d'abord du Parti uni de James Barry Hertzog, il se rapproche progressivement des nationalistes après la scission de 1935 mené par le docteur Daniel Malan. Il quitte le monde universitaire en 1936 pour le département de l'éducation du Transvaal et devient inspecteur général de l'éducation indigène au Transvaal-nord (1936-1946). 
En 1946, Eiselen quitte l'administration de l'éducation pour prendre une chaire d'anthropologie à l'université de Pretoria. Membre du Broederbond, il travaille sur le programme indigène du parti national et fournit la contre-argumentation aux conclusions du rapport Fagan qu'il considère comme immoral et dangereux.

### Secrétaire aux affaires indigènes, aux affaires bantoues et au développement
En 1948, à la suite de la victoire du parti national de Daniel François Malan aux élections générales de mai 1948, Eiselen est nommé à la haute fonction de secrétaire aux affaires indigènes, chargé de diriger le département des affaires indigènes sous la tutelle d'Ernest George Jansen, le nouveau ministre des affaires indigènes. En septembre 1948, il cofonde  la South African Bureau for Racial Affairs (SABRA), à l'initiative de la puissante Broederbond afin de concurrencer la progressiste et anglophone South African Institute of Race Relations (SAIRR).
Au côté d'Hendrik Verwoerd, le ministre des affaires indigènes (1950-1968) puis Premier ministre (1958-1966), Eiselen, en tant que secrétaire des affaires indigènes puis secrétaire aux affaires bantoues et au développement, devint le véritable architecte du grand apartheid et plus particulièrement de la politique d'éducation bantoue. En 1951, le rapport Eiselen issu des travaux de la commission aux affaires indigènes est publié. Ses recommandations servirent de références à la loi sur l'éducation bantoue de 1953 (Bantu Education Act). Sous l'impulsion d'Eiselen, le terme même de natif (ou indigène) est remplacé par celui de bantou.
Werner Eiselen quitte le département des affaires bantoues en 1959 à la suite de sa nomination en tant qu'ambassadeur auprès de l'unité nationale des Tswanas du nord. Il s'agit en fait d'une mise à l'écart qui résulte de dissensions avec Verwoerd sur les modalités d'applications de l'apartheid (la vision idéaliste d'Eiselen bute sur les choix politiques de Verwoerd qui préfère favoriser le maintien du baasskap). Il se retire ensuite de la vie publique.  
C'est à Tzaneen dans le nord du Transvaal qu'Eiselen meurt le 12 juin 1977, la veille de son 78e anniversaire.

## Citations
« Les besoins les plus pressants de la communauté autochtone sont d'avoir des logements plus conformes. Ce n'est que par la fourniture d'un logement convenable au sein de cités indigènes fonctionnelles que le contrôle sur les indigènes en milieu urbain pourra être de nouveau réalisé car ce n'est qu'ainsi qu'il sera possible d'éliminer le nombre d'indigènes en excédent, ceux qui ne cherchent pas ou ne trouvent pas de travail pour gagner honnêtement leur vie dans les villes »- Werner Max Eiselen - 1951  

« Tous les Bantous ont leur résidence permanente dans les réserves. Leurs déplacements dans d'autres lieux et dans les zones urbaines sont simplement de nature temporaire et justifiées pour des raisons économiques. En d'autres termes ils ne sont admis qu'en tant que travailleurs en quête d'emplois, non à titre permanent. » - Werner Max Eiselen - 1959

## Ouvrages
- Die naturelle-vraggstuk (la question indigène), 1929